# سالم عبد الكريم
ولد سالم عبد الكريم في منطقة (راغبة خاتون)- بغداد- العراق في21\8\1953, ومنذ ولادته كانت الرغبة في دراسة الموسيقى هاجسه الأول ولكن الظروف العائلية والمجتمع المحافظ في بغداد في ذلك الوقت لم يستطع تلبية رغبته إلا عندما بدأ بدراسة الموسيقى دراسة جدية في (معهد الدراسات النغمية العراقي) وبنفس الوقت كان يدرس الرياضيات في جامعة بغداد / كلية العلوم – قسم الرياضيات. منذ بداية دراسته لآلة العود في المعهد وتحت إشراف الأستاذ روحي الخماش أظهر سالم موهبة حقيقية وقدرات واعدة ظهرت جليا في أدائه المبكر خلال حفلات وأمسيات المعهد.
في الصف الرابع من دراسته في المعهد أستطاع أن يرافق الفرقة السيمفونية الوطنية العراقية (INSO) لتقديم كونشيرتو العود والأوركسترا من ثلاث حركات في مقام رى الكبير من تأليف الأستاذ (منذر جميل حافظ) وكانت هذه هي المرة الأولى التي تصاحب فيها الفرقة السيمفونية الوطنية العراقية عازف عود لتقديم مثل هكذا عمل ولقد كانت هذه المناسبة نقطة مضيئة وبارزة في تاريخ العود
قدم سالم أول كونسرت منفرد للعود في أنقره / تركيا.في عام (1980) رافق سالم الفرقة السيمفونية الوطنية العراقية لتقديم (تنويعات على لحن شعبي عراقي) للمؤلف الموسقي العراقي (عبد الرزاق العزاوي) وقد سجل ذلك العمل في التلفزيون العراقي في عزف حي
في العام 1980 ذهب سالم في جولة فنية لتقديم كونسيرتات منفردة على آلة العود في تركيا والمغرب وكذلك للتسجيل في إذاعة وتلفزيون تركيا (TRT), ومنذ ذلك الوقت اعتاد سالم أن يقدم أمسيات للعود المنفرد داخل وخارج العراق حيث عزف في عدة دول منها: تركيا – المغرب – سلطنة عمان- الأردن – مصر – ماليزيا- الإمارات العربية المتحدة – لندن – البحرين – ألمانيا. ==

## نشاطاته
في العام (1994) ألف سالم «كونشيرتو للعود والأوركسترا السمفوني في مقام فا الصغير» بثلاث حركات وقد قام بتقديمه مع الفرقة السمفونية الوطنية العراقية في شباط / 1994 تحت قيادة المايسترو (محمد أمين عزت)
للعود ألف سالم أكثر من (250) قطعة في صيغ مثل السماعي، البشرف، اللونكه والصيغ الحرة.
عمل سالم بجهد كبير لأبتكار ولتثبيت صيغة وقالب تأليفي جديد في الموسيقى العربية سماه «القصيد الآلي» حيث سعى لتقديم تعبير درامي بواسطة آلة العود ضمن بناء خاص جديد تماما على الموسيقى العربية ومن هذه الصيغة ألف سالم الأعمال التالية:
- 1- ذكريات من بغداد....... بغداد / 1976
- 2- أندلس................... بغداد / 1978
- 3- حنين..................... بغداد / 1980
- 4- العيون الخضر........... أنقره / تركيا /1985
- 5- خواطر أندلسية........ بغداد / 1993
- 6- خواطر عربية............ بغداد / 1994
- 7- وداع...................... بغداد / 1996
- 8- خواطر عراقية........... بغداد 1996
- 9- مطر....................... أبوظبي /الإمارات / 1999
- 10- دقات قلب............. أبوظبي / الإمارات / 1999
- 11- حسرة.................. لندن 2000
- 12- الجناح البعيد.......... أبوظبي / الإمارات / 2000
- 13- تحية من بعيد.......... ألمانيا / 2001
- 14- من كربلاء إلى الحصار. ألمانيا / 2001
- 15- لي رغبة بالبكاء....... ألمانيا / 2001

ويمتلك سالم موهبة التلحين حيث قام ومنذ عام (1982) حيث سجل لحنه الأول (يا حلم وغنته الفنانة أنيتا قام بتلحين أكثر من (60) أغنية، وقد حاز سالم على جائزة أفضل ملحن عراقي في عامي 1986 و1987.
قام سالم بإعادة خلق وتوزيع الكثير من الأعاني الفلكورية العراقية (استمع).
قام سالم بكتابة واحد من أفضل الكتب لتطوير القدرات التقنية لعازف العود «دراسات لآلة العود» الجزء الأول (400) صفحة، (100 دراسة للمستوى الأول والمتوسط)
كمؤلف موسيقي موهوب قام سالم بتأليف العديد من المؤلفات الموسيقة منها:
- 1- 30 مؤلف في صيغة سماعي، البشرف، اللونكه.
- 2- 60 أغنية
- 3- أربع مؤلفات سيمفونية في صيغة القصيد السيمفوني..وطني.. بغداد.. افتتاحية.. من الشرق إلى الغرب.
- 4- كونشيرتو العود والأوركسترا السيمفوني في مقام فا – الصغير بثلاث حركات.
- 5- أكثر من (250) مؤلف للعود المنفرد.
- 6- كونشيرتو الناي في مقام صول – الصغير بثلاث حركات.
- 7- كابريس لآلة القانون عدد / 2
- 8- (15) مؤلف بصيغة القصيد الآلي للعود المنفرد.
- 9- العديد من إعادة الخلق والتوزيع الأوركسترالي لأعمال فلكورية عراقية عدة.
- 10- العديد من إعادة الخلق والتوزيع الأوركسترالي لأعمال فلكورية عربية
- 11- التوزيع الأوركسترالي لأغاني معاصرة (12 أغنية للفنان كاظم الساهر).

عمل سالم كرئيس لقسم الموسيقى العربية والشرقية في مدرسة الموسيقى والباليه / بغداد.
عمل سالم كعميد لمعهد الدراسات النغمية العراقية / بغداد.
عمل سالم كمدير عام لشركة (صوت الفن للموسيقى) في أبوظبي دولة الإمارات العربية المتحدة.
حاليا متفرغ للعزف الأنفرادي والتأليف الموسيقي وقيادة أوركسترا ساكو [SAKO] وهي اختصار ل [Salem Abdul-Karem Orchestra] التي شكلها وترافقه في تقديم عروضه الموسيقية حول العالم.

## أسس العديد من الفرق منها
- رباعي العود – 1980
- أوركسترا الرشيد السمفوني- 42- عازف – 1986
- فرقة العود (48) - عازف –1994
- فرقة الموسيقى والغناء الحديث (42) عازف – 1994.

× اوركسترا ساكو [SAKO] وهي اختصار ل [Salem Abdul-Karem Orchestra] ومتكونه من [110]عازفين من عدة دول أوربية، وتم تشكيلها عام 2007.

## نال براءتا اختراع هما
-طريقة جديدة في تدوين الموسيقى وتطبيقها
-جهاز تعليم المكفوفين القراءة والكتابة.